# Lojzka Špacapan
Lojzka Špacapan, slovenska pesnica in pisateljica, * 10. oktober 1938, Ozeljan.

## Življenje
Lojzka Špacapan se je rodila 10. oktobra 1938 v Ozeljanu. Izhajala je iz delavske družine sedmih otrok, ki je bila vseskozi aktivna na glasbenem področju. Že kot otrok je Lojzka kazala talent za glasbo, saj se je navduševala nad petjem, pa tudi recitiranje ji je šlo dobro od rok. Kot najstnica je pričela pisati pesmi. Prvih pet razredov osnovne šole je obiskovala v Ozeljanu, nato pa je njen glasbeni talent odkril zborovodja Avgust Šuligoj in Lojzka je bila sprejeta v šolo v Ljubljani. Kmalu za tem je postala članica mladinskega pevskega zbora Slovenske filharmonije. Srednješolsko pot je nadaljevala na bežigrajski gimnaziji. Na mnogih prireditvah je recitirala poezijo. Končala je administrativno šolo in se zaradi finančnih težav zaposlila.
Vse do upokojitve je delala na Radiu Slovenija, v uredništvu otroških in mladinskih oddaj. Igrala je v Šentjakobskem gledališču, v katerem je začela sodelovati v gledališki sezoni 1955/1956 in ustvarila dve vlogi v triinštiridesetih ponovitvah,  veliko pa je sodelovala tudi v amaterskih kulturnih društvih.
Na nastopu, kjer je recitirala eno njegovih pesmi, je spoznala Ivana Minattija, s katerim se je kasneje poročila. Rodila sta se jima hči Katarina in sin Matej. Ko sta bila otroka še majhna, je bila Lojzka šibkega zdravja. Nekega dne je hči na podstrešju odkrila škatlo s pesmimi ter ji jo prinesla. Lojzki so se ob tem prebudila močna čustva – poezija je bila zanjo zdravilo. Pričela je pisati pravljice in radijske oddaje za otroke. Svoja otroška in mladinska dela je objavljala v revijah Kekec in Ciciban. Po upokojitvi je še trinajst let pisala besedila za radijsko oddajo Pod lipo domačo.

## Delo
Prve pesmi so pričele izhajati v Sodobnosti leta 1957. Leta 1990 je izdala prvo pesniško zbirko z naslovom Vračanje ptic. Njena poezija je preprosta in nazorna.